# Annaleah Rush
Annaleah Rush (Auckland, 15 aprile 1976) è un'ex rugbista a 15 neozelandese, due volte campionessa del mondo con le Black Ferns.

## Biografia
Sorella dell'All Black Xavier Rush, benché nativa di Auckland si formò nella squadra provinciale di Otago quando, terminati gli studi superiori, si recò nel 1995 a Dunedin per gli studi universitari in scienze motorie.
Già un anno più tardi esordì in nazionale contro il Canada e, con soli 3 anni di rugby alle spalle, debuttò in Coppa del Mondo ad Amsterdam nel 1998, in cui, oltre a laurearsi campionessa con le Black Ferns, si aggiudicò anche la palma di miglior marcatrice del torneo con 73 punti (5 mete, 21 trasformazioni e 2 calci piazzati).
Tornata ad Auckland nel 2000 per impiegarsi come insegnante, nel 2001 fu nominata miglior giocatrice dell'anno in Nuova Zelanda; l'anno successivo fece parte della squadra che vinse la Coppa del Mondo 2002 in Spagna per poi ritirarsi dall'attività sportiva e tornare alla sua professione di insegnante, che aveva temporaneamente lasciato per poter seguire gli allenamenti.

## Palmarès
- Coppe del mondo: 2
Nuova Zelanda: 1998, 2002